# Bödschöi
Bödschöi (kirgisisch Бөжөй) ist ein Dorf in Kirgisistan mit 979 Einwohnern (Stand 2024).

## Geographie
Das Dorf liegt im Rajon Batken des Oblus Batken. Es ist der Landgemeinde Suu-Baschy untergeordnet. Es liegt im zentralen Teil des Oblus am rechten Ufer des gleichnamigen Flusses Bödschöi. Bödschöi befindet sich in einer Entfernung von etwa 29 Kilometern (Luftlinie) westsüdwestlich der Stadt Batken, dem Verwaltungszentrum des Rajon und des Oblus.

## Bevölkerung
| Jahr | Einwohner |
| ---- | --------- |
| 2009 | 574       |
| 2015 | 648       |
| 2024 | 974       |

Anmerkung: 2009 Volkszählungsdaten, 2015 bis 2024 Fortschreibung